# Čitluk (kanton hercegowińsko-neretwiański)
Čitluk – wieś w Bośni i Hercegowinie, w Federacji Bośni i Hercegowiny, w kantonie hercegowińsko-neretwiańskim, w gminie Čitluk. W 2013 roku liczyła 3312 mieszkańców, z czego większość stanowili Chorwaci.